# Tiếng Mân Nam
Tiếng Mân Nam là một ngôn ngữ thuộc hệ ngôn ngữ Hán-Tạng được nói như tiếng mẹ đẻ ở miền nam của Phúc Kiến, một tỉnh thuộc miền đông nam của Trung Quốc. Có người nói tiếng Mân Nam trong dân nhập cư ở Đài Loan, Quảng Đông (vùng Triều Châu-Sán Đầu và bán đảo Lôi Châu), Hải Nam, hai huyện ở vùng nam của Chiết Giang, và quần đảo Chu San gần Ninh Ba. Cũng có nhiều người biết nói tiếng Mân Nam thuộc dân Hoa ở Đông Nam Á và khắp nơi.